# Mayte Garcia

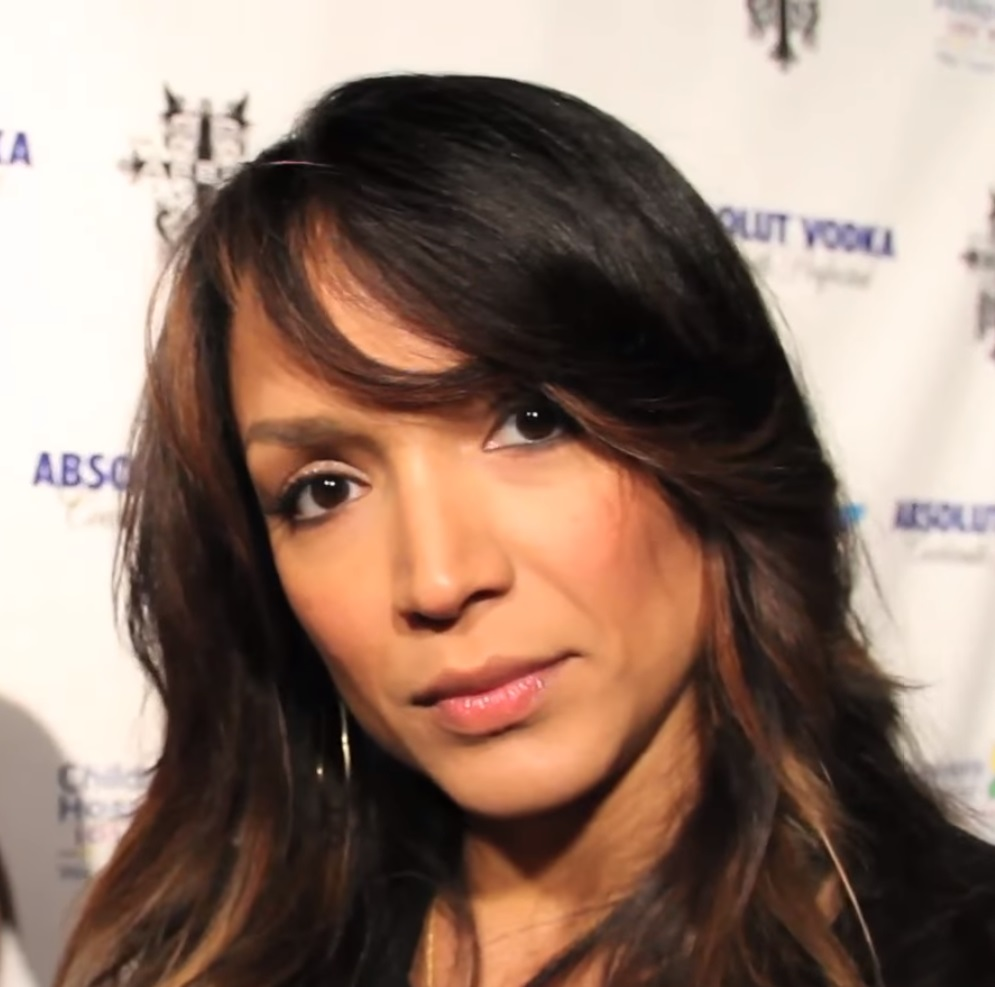
Mayte Garcia, 2013

Mayte Jannell Garcia (* 12. November 1973 in Enterprise, Alabama) ist eine US-amerikanische Choreografin, Sängerin, Schauspielerin und Tänzerin. Sie arbeitete unter anderem mit Prince zusammen und war von 1992 bis 1996 Mitglied in dessen Begleitband The New Power Generation. Zudem war sie von 1996 bis 2000 mit ihm verheiratet. Nach der Trennung von Prince widmete Garcia sich überwiegend der Schauspielerei.

## Leben

### Kindheit und Jugend
Mayte Jannell Garcias Eltern stammen aus Puerto Rico. Ihr Vater John Garcia (* 4. Dezember 1946) war Mitarbeiter des US-Militärs, ihre Mutter Janelle (* 10. Mai 1948), Spitzname „Nelly“, war Sprachlehrerin. Die beiden heirateten im August 1973. Im November 1973 war John Garcia im Rahmen einer Ausbildung im Bundesstaat Alabama stationiert, als Mayte Jannell Garcia geboren wurde. Ihr erster Vorname „Mayte“ ist die spanische Kurzform von „Maria Theresa“, ihr zweiter Vorname „Jannell“ ist eine Kombination aus John und Nelly, den Vornamen ihrer Eltern. Diese ließen sich im Laufe der Jahre scheiden und heirateten einander 1985 erneut. Garcia hat eine ältere Schwester namens Janice Mayte (* 3. Juni 1969), die seit 2008 mit einer Frau verheiratet ist.

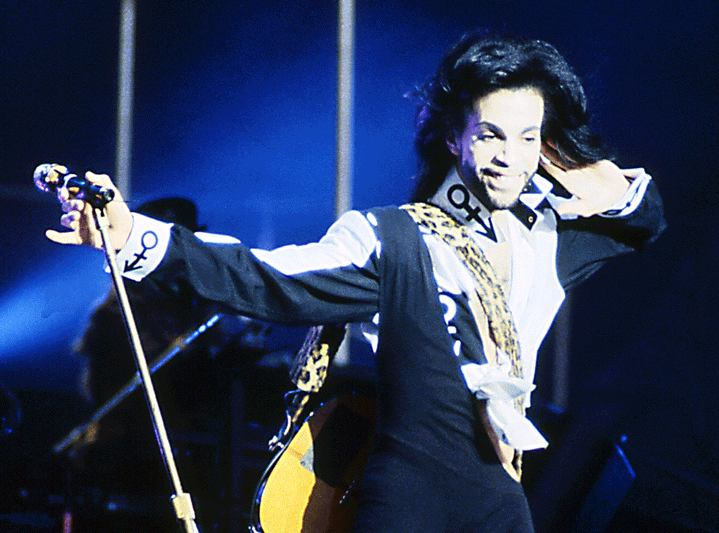
Prince während der Nude-Tour im Jahr 1990

Als Baby hatte Garcia eine Hüftdysplasie, die eine 18-monatige Behandlung erforderte. Im Alter von drei Jahren besuchte sie zum ersten Mal eine Ballettschule und lernte Bauchtanz. Gemeinsam mit ihrer Mutter trat sie in Restaurants und auf Partys auf, ihr Vater unterstützte die Auftritte musikalisch mit Tabla- und Tamburin-Spiel. 1981 nahm Garcia als 7-Jährige an der US-Fernsehshow That’s Incredible! (1980–1984) teil und trat als damals weltweit jüngste professionelle Bauchtänzerin auf. Außerdem platzierte sie auf dem Rücken liegend in Höhe ihres Bauchnabels drei 25-Cent-Münzen und ließ diese mittels ihrer Bauchmuskulatur einzeln vor und zurück rollen.
Ab 1985 lebte Garcia für sechs Jahre in Deutschland, und zwar in Hainerberg in der Nähe von Wiesbaden, weil ihr Vater zum dortigen Militärstützpunkt versetzt wurde. Sie besuchte in Wiesbaden die General-H.-H.-Arnold-Schule, die zu den sogenannten Department of Defense Dependents Schools gehört.
Während der Schulferien besuchte Garcia mit ihrer Familie am 25. Juli 1990 zum ersten Mal ein Prince-Konzert, das der Musiker im Rahmen seiner Nude-Tour in Barcelona im Estadi Olímpic Lluís Companys absolvierte. Vor dem Konzert am 8. August 1990 in Mannheim in der Maimarkthalle übergab Garcias Mutter eine Videokassette an Kirk Johnson (* 1964), der damals Tänzer in Prince’ Begleitband war. Auf der drei Minuten langen Videokassette hatte Garcia Bauchtanz-Szenen von sich zusammengeschnitten. Johnson gab das Video direkt an Prince weiter, dieser schaute es sich sofort an und bedankte sich backstage persönlich bei ihr, was im Einverständnis mit ihren Eltern und noch vor Konzertbeginn geschah. Das Treffen dauerte lediglich ungefähr 40 Sekunden. Nachdem sie Prince’ Garderobe wieder verlassen hatte, blieben die beiden in der Folgezeit telefonisch und postalisch in Verbindung; Garcia schickte Prince weitere Videokassetten. Ende Dezember 1990 lud Prince sie zum ersten Mal in sein Paisley Park Studio in Chanhassen in Minnesota ein.
Im Mai 1991 absolvierte Garcia ihren High-School-Abschluss und Prince bekam für sie offiziell die Vormundschaft für die folgenden sechs Monate bis zu ihrem 18. Geburtstag zugesprochen. Als sie im November 1991 volljährig wurde, zog sie nach Minneapolis, wohnte aber mit Prince damals noch nicht zusammen.

### Familie
Am 14. Februar 1996 heirateten die damals 22-jährige Garcia und der damals 37-jährige Musiker Prince in Minneapolis in Minnesota. Zur Hochzeit waren nur Familienmitglieder und enge Freunde des Brautpaares eingeladen, wie beispielsweise Mavis Staples, die beiden damaligen Mitglieder von The New Power Generation Michael Bland und Morris Hayes, sowie Bernadette Anderson (1932–2003), in deren Familie Prince von 1973 bis 1976 als 15- bis 18-Jähriger gewohnt hatte. Einen Ehevertrag lehnte Prince ab.

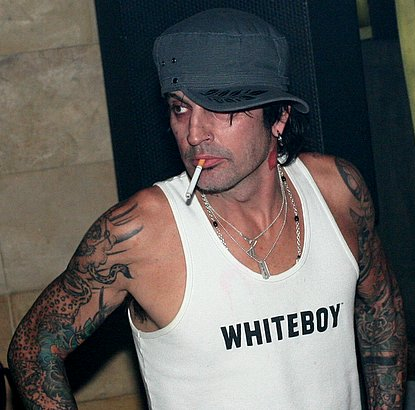
Tommy Lee, 2005

Am 16. Oktober 1996 wurde der gemeinsame Sohn von Garcia und Prince mit Namen Amiir in Minneapolis geboren. Das Kind litt am seltenen Gendefekt Pfeiffer-Syndrom Typ2 und kam mit schweren körperlichen und geistigen Behinderungen zur Welt. Es starb eine Woche später am 23. Oktober und wurde noch am selben Tag eingeäschert. In ihrer Autobiografie von 2017 hob Garcia hervor, der im Internet kolportierte Name ihres Sohnes „Boy Gregory“ sei falsch und entsprechende Berichterstattung kränke und verletze sie.
Im August 1997 war Garcia erneut schwanger, erlitt aber im November eine Fehlgeburt. Mitte Juli 1998 trennten sich Garcia und Prince räumlich und sie zog nach Marbella in ein Herrenhaus, das ihr Prince gekauft hatte. Öffentliche Auftritte des Ehepaars fanden nur noch selten statt und dienten lediglich dazu, Spekulationen um eine mögliche Ehetrennung vorzubeugen. Schließlich wurde die Ehe Mitte Mai 2000 geschieden. Garcia durfte das Herrenhaus in Marbella behalten, verkaufte dieses aber und zog nach Harlem in New York City zu ihrer Schwester. Rückblickend sagte Garcia im Jahr 2015: „Zwei Babys zu verlieren ist wirklich beängstigend“ und sie habe „mindestens 15 Jahre gebraucht, um darüber hinwegzukommen“. Über ihre Ehe meinte sie, einige „Paare werden nach dem Verlust eines Kindes näher zusammengebracht, andere werden auseinandergetrieben“, in ihrem Fall sei „letzteres passiert“. Prince äußerte sich in einem späteren Interview über diese Ehe folgendermaßen: „Wie viele Dinge im Leben, die ich nicht mag, tue ich so, als wäre es nicht da und es verschwindet“.
Von 2001 bis 2003 war Garcia mit Tommy Lee liiert, der 2004 wieder Schlagzeuger der Band Mötley Crüe wurde. Zwar waren Garcia und Lee nach seinem Heiratsantrag miteinander verlobt, aber letztendlich wurden die Hochzeitspläne von beiden wieder verworfen. Nach wie vor seien sie aber „gute Freunde“.
Im Jahr 2010 wurde bei Garcia Multiple Sklerose diagnostiziert, wobei sich muskuläre Probleme bisher nicht bemerkbar gemacht haben (Stand 2019).
Im Dezember 2012 adoptierte sie ein Mädchen (* 2011), das wie sie selbst am 12. November geboren ist. Seit 2019 wohnt Garcia in Las Vegas in Nevada und ist seit 2024 mit dem dänischen Jazzmusiker Niels Lan Doky verlobt.

## Karriere
Bereits im Alter von 15 Jahren nahm Garcia 1989 eine Coverversion des Songs Broken Wings auf, mit dem die Band Mr. Mister 1985 einen kommerziellen Erfolg erzielt hatte. Als B-Seite spielte sie das von ihr selbst komponierte Stück Too Dramatic ein. Sie nahm beide Songs in einem Tonstudio einer kleinen Frankfurter Schallplattenfirma auf; einer der Musikproduzenten hatte sie tanzen gesehen und wollte sie als Sängerin herausbringen. Letztendlich entschied sich das Label aber dafür, Garcia nicht unter Vertrag zu nehmen. Im Jahr 1992 wurde Too Dramatic dann aber doch noch als Single veröffentlicht, nach dem ihr Bekanntheitsgrad durch ihre Zusammenarbeit mit Prince kontinuierlich gestiegen war. Garcia wurde aber weder über die Veröffentlichung offiziell informiert, noch war sie an dem durch den Verkauf erzielten Umsatz beteiligt. Allerdings konnte sich die Single in den internationalen Hitparaden nicht platzieren.

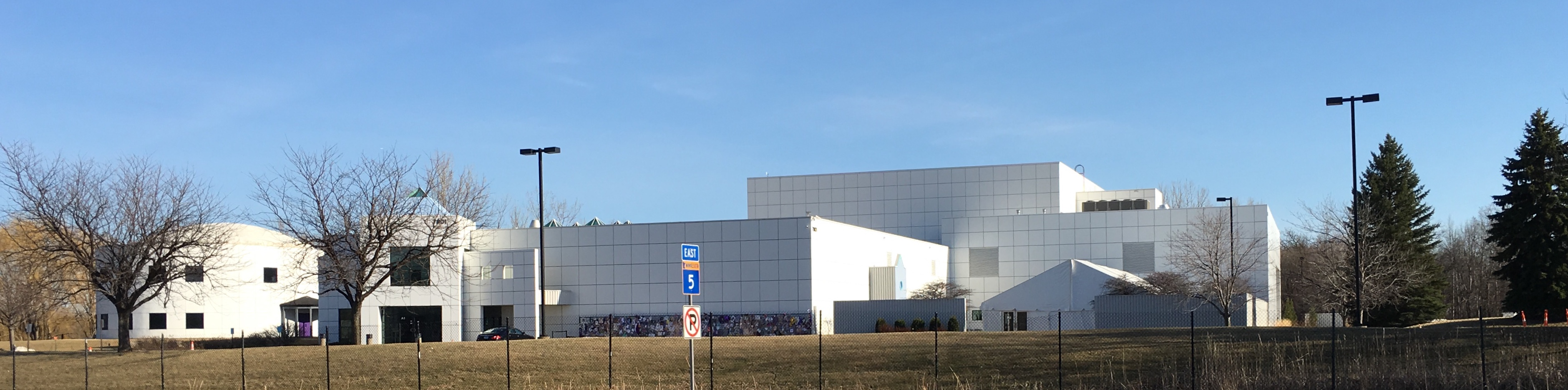
Das Paisley Park Studio

### Zusammenarbeit mit Prince (1991–1999)
Anfang Dezember 1991, kurz nach ihrem 18. Geburtstag, flog Garcia nach Chanhassen in Minnesota, um Prince in seinem Paisley Park Studio zu besuchen. Sie nahm mit ihm den Song However Much U Want auf, den Prince aber erst im November 1995 auf ihrem Album Child of the Sun herausbrachte.
Von 1992 bis 1996 war Garcia Tänzerin in Prince’ Begleitband The New Power Generation und nahm beispielsweise an der Diamonds-and-Pearls-Tour (1992) und an der Act-I-Tour und Act-II-Tour (1993) teil. Außerdem verkörpert sie auf dem im Oktober 1992 veröffentlichten Album Love Symbol eine 16-jährige Prinzessin aus Kairo, die sich in Prince verliebt. Zudem ist sie in verschiedenen Musikvideos zu sehen, die Prince in der Zeit von 1992 bis 1996 produzierte.
Am 16. Januar 1994 gab Garcia in Minneapolis im Musikklub Glam Slam North, der Prince gehörte, ihr Debüt als Solo-Interpretin. Der Slogan ihrer Auftritte lautete „Welcome 2 Erotic City“ und enthielt Tanz-Performances zu dem damals noch unveröffentlichten Prince-Song Pheromone aus seinem Album Come. Außerdem präsentierte Garcia Bauchtanz zu entsprechender Instrumentalmusik. Insgesamt trat sie bis zum 11. März 1994 fünf Mal als Solo-Interpretin im Glam Slam North in Minneapolis auf, den Prince einige Jahre später verkaufte.

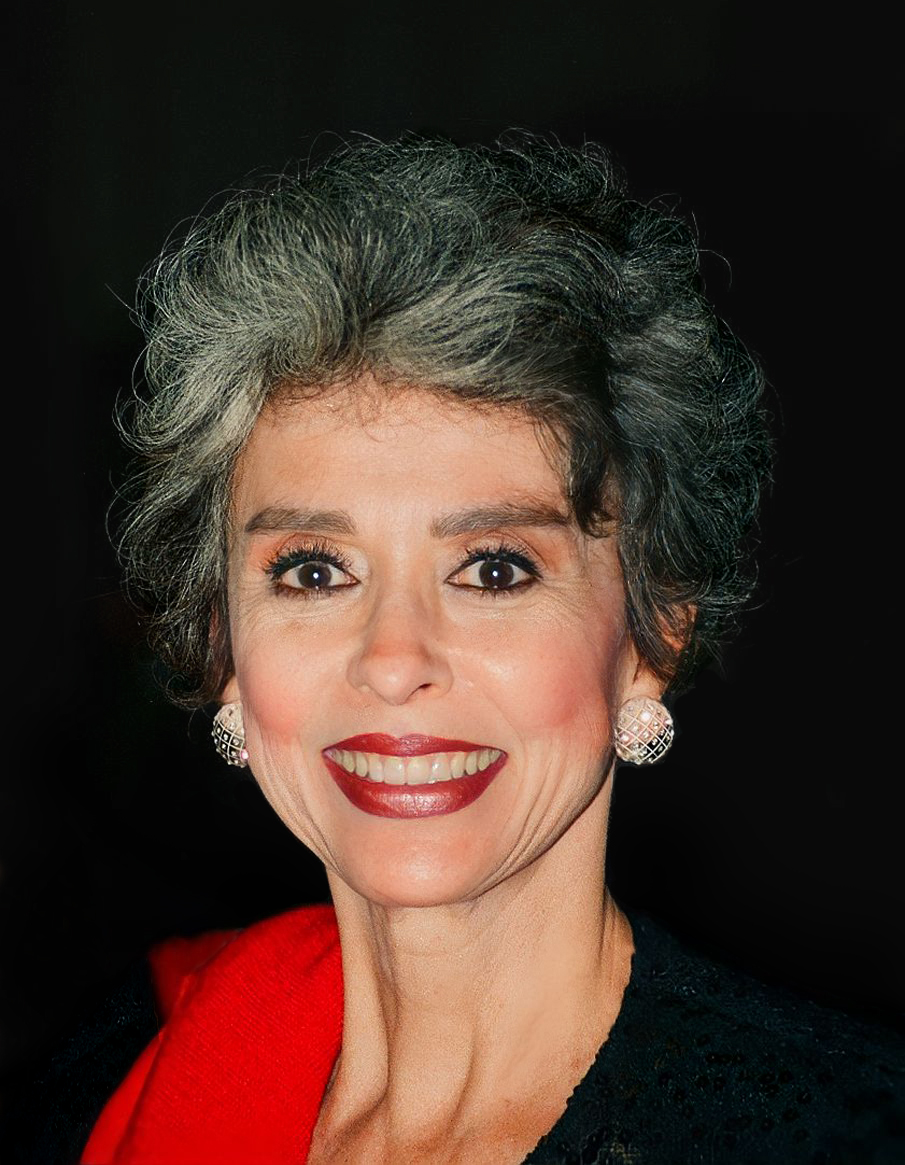
Rita Moreno, 2000

Im Oktober und November 1995 war Garcia in Europa unterwegs und machte Musikpromotion für ihre bevorstehende Albumveröffentlichung Child of the Sun. Die Massenmedien interessierten sich jedoch weniger für die Musik, sondern waren vorwiegend an ihrem aktuellen Beziehungsstatus zu Prince interessiert. Unter anderem trat sie auch im deutschen Fernsehen bei Thomas Koschwitz in seiner damaligen Late-Night-Show auf und sang im Playback den Song If Eye Love U 2 Night. Das von Prince produzierte Album Child of the Sun erschien am 27. November 1995 und war in kommerzieller Hinsicht erfolglos.
1997 leitete Garcia als Regisseurin das Projekt The NPG Dance Company, ein Ensemble, das aus 21 Tänzern bestand. The NPG Dance Company führte unter dem Slogan „Around the World in a Day“ 90-minütige Shows auf, in denen nach einer von ihr gestalteten Choreografie und Lightshow zu Prince-Musik getanzt wurde. Das Debüt von The NPG Company fand am 17. Oktober 1997 in Detroit in Michigan statt, umfasste insgesamt lediglich fünf Shows, die ausschließlich in den USA absolviert wurden, und endete am 1. November 1997 in San Diego in Kalifornien. Zwar erhielt Garcia mit The NPG Dance Company überwiegend positive Kritiken, doch der Kartenverkauf lief schleppend; die letzte Show fand in einer nur mit zur Hälfte von Zuschauern gefüllten Halle statt. Nach einer Pause von drei Monaten hätten ursprünglich im Februar 1998 weitere Shows folgen sollen, doch das Projekt wurde abgebrochen.
Im Juni 1998 war Garcia als Regisseurin für das zu dem Album Newpower Soul produzierte Musikvideo von The One zuständig, in dem unter anderem Prince und die Schauspielerin Rita Moreno mitwirken. Außerdem führte sie Regie zu dem Video des Songs U Move Me aus Larry Grahams Album GCS 2000. Dieses Musikvideo wurde am 8. Juli 1998 in Lake Calhoun in Minnesota gedreht, wurde aber bis heute (2025) nicht veröffentlicht.
Am 24. November 1999 trat Garcia das letzte Mal mit Prince gemeinsam auf, und zwar bei einem Livekonzert des Musikers in Madrid im Sala Aqualung.

### Die Zeit danach (seit 2000)
Nach der Trennung von Prince widmete sich Garcia neuen Projekten. Über einen von ihr engagierten Agenten führte sie Regie für das im September 2001 veröffentlichte Musikvideo zu I’m a Slave 4 U von Britney Spears, worum sie der australische Choreograf Wade Robson gebeten hatte.
Außerdem nahm Garcia Schauspielunterricht und wirkt in Gastrollen bei verschiedenen US-TV-Serien mit, wie beispielsweise in Nip/Tuck – Schönheit hat ihren Preis (2004), Las Vegas (2005), Psych (2007), in sechs Episoden von Army Wives als „Jennifer Connor“ (2008–2009), CSI: NY (2009), The Whole Truth (2011) und in 2 Broke Girls (2016). Ferner spielt sie eine kleine Nebenrolle in den beiden Filmen Dus – Jeder Augenblick zählt! (2005) und Rexx, der Feuerwehrhund (2007). Von 2012 bis 2014 war Garcia in 32 Episoden der US-Reality-Show Hollywood Exes zu sehen, die das Leben von sieben Ex-Frauen prominenter Männer schilderte.
Nach Prince’ Tod im April 2016 nahm Garcia an einigen Tribute-Konzerten teil, wie beispielsweise im Juni 2016 bei den BET Awards mit Sheila E. sowie bei einem von Prince’ Familie organisierten Benefizkonzert im Oktober 2016 im Xcel Energy Center in Saint Paul in Minnesota. 2017 veröffentlichte Garcia ihre Autobiografie The Most Beautiful Girl: Mein Leben mit Prince.

### Sonstige Projekte
2013 gründete Garcia die Non-Profit-Organisation „Mayte’s Rescue“ (deutsch: „Maytes Rettung“), die sich „ausgesetzten, misshandelten oder vernachlässigten“ Tieren widmet, insbesondere Hunden. Am 16. Oktober 2019, an diesem Tag wäre ihr Sohn 23 Jahre alt geworden, startete sie die Wiedereröffnung der ebenfalls Non-Profit-Organisation „Love 4 One Another“ (deutsch: „Liebe füreinander“). Ursprünglich wurde diese Wohltätigkeitsorganisation von Prince und ihr im Jahr 1996 gegründet. Ziel dieser Organisation ist damals wie heute „bessere Ergebnisse für die Menschheit zu erzielen, indem gemeinnützige Zwecke finanziert werden“. Garcia wird dabei unter anderem von ihrer Schwester Janice, Prince’ leiblicher Schwester Tyka Nelson (* 1960; † 2024) sowie von Prince’ früheren Mitarbeitern Gilbert Davison und Kirk Johnson unterstützt. Sowohl „Mayte’s Rescue“ als auch „Love 4 One Another“ sind im US-amerikanischen System als Typ 501(c)(3) klassifiziert.

## Diskografie
Mayte Garcia veröffentlichte ein Studioalbum und sechs Singles. 1992 erschien ihre Coverversion des Songs Broken Wings der Band Mr. Mister und 1993 wurde das Stück Too Dramatic von ihr herausgebracht.
Am 27. November 1995 erschien ihr Album Child of the Sun bei Prince’ Label NPG Records. Das von Prince komponierte und produzierte Album erschien nur in Europa. Aus dem Album wurden vier Singles ausgekoppelt; als Vorab-Single erschien bereits im Juli 1994 ihre Coverversion von The Most Beautiful Girl in the World mit Namen The Most Beautiful Boy in the World, das den Liedtext aus der Perspektive einer Frau schildert. Am 6. November 1995 wurde If Eye Love U 2 Night ausgekoppelt und 1996 erschien das Stück House of Brick (Brick House) ausschließlich in Deutschland als Promo-CD; der Song ist eine Coverversion von Brick House der Band The Commodores aus dem Jahr 1977. Erst im Oktober 2007 brachte Garcia den Song Rhythm of Your ♥ heraus, der aber nur über ihre Website käuflich zu erwerben ist. Abgesehen von der Singleauskopplung If Eye Love U 2 Night waren alle Tonträger kommerziell erfolglos und platzierten sich nicht in den internationalen Hitparaden.
Seit dem Jahr 2013 veröffentlicht Garcia DVDs, in denen sie Anleitungen zum Bauchtanz gibt.

## Gastsängerin bei Prince-Alben
Auf den folgenden Prince-Alben wirkte Garcia als Begleitsängerin mit:
- 1992: Love Symbol
- 1993: The Hits/The B-Sides
- 1994: Come
- 1995: The Versace Experience (Prelude 2 Gold)
- 1995: The Gold Experience
- 1996: Emancipation
- 1998: Crystal Ball
- 2016: 4Ever
- 2018: Anthology: 1995–2010
- 2023: Live at Glam Slam

## Filmografie
- 2003: Love Don’t Cost a Thing als Tänzerin
- 2004: Nip/Tuck – Schönheit hat ihren Preis als Ralyn
- 2005: Dus – Jeder Augenblick zählt! als Tänzerin
- 2005: El vacilón: The Movie als Flugbegleiterin
- 2005: Las Vegas als Desiree
- 2005: The Closer – Staffel 1, Episode 13 als Amelia Pruitt
- 2006: Jackbutt – The TV Movie als Cantalope
- 2007: Big Shots als Lori Hodge
- 2007: Der Krieg des Charlie Wilson als Carol Shannon
- 2007: Psych als Darcy
- 2007: Rexx, der Feuerwehrhund als Pep Clemente
- 2008: La Pasion de la Decision als Lola
- 2008: Q: Secret Agent als Erica
- 2008: Army Wives – Staffel 2, Episoden 15, 16, 17, 19 als Jennifer Connor
- 2009: Army Wives – Staffel 3, Episode 2 als Jennifer Connor
- 2009: CSI: NY – Staffel 5, Episode 13 als Amalia Nelson
- 2011: The Whole Truth, Episode Lost in Translation
- 2012: Choices als Jasper
- 2015: Kingmakers als Sylvia Walden
- 2016: 2 Broke Girls – Staffel 6, Episoden 1 und 2 als Dr. Nancy Gonzales